# Lingua araba ṣa‘īdī
L'arabo ṣaʿīdī (in arabo صعيدي‎? /sˤɑˈʕiːdiː/, in arabo egiziano /sˤeˈʕiːdiː/), noto anche come arabo dell'Alto Egitto, è una varietà della lingua araba parlata dal popolo ṣaʽīdī nell'Alto Egitto, una striscia di terra su entrambe la rive del Nilo che, seguendo la direzione del fiume verso nord, si estende dalla Nubia fino al Basso Egitto. Condivide somiglianze linguistiche con l'arabo egiziano, l'arabo sudanese e l'arabo classico del Corano. I suoi dialetti fanno parte dell'arabo parlato nel Medio e nell'Alto Egitto.
I locutori di arabo egiziano non sempre riescono a comprendere le varietà più conservative di ṣaʿīdī.
L'arabo ṣaʿīdī non gode di particolare prestigio nazionale ma continua a essere estesamente parlato sia nel nativo Sud che nel Nord da immigranti meridionali che si sono adattati all'arabo egiziano. Per esempio, il genitivo ṣaʽīdī è solitamente sostituito dalla particella egiziana bitāʿ, ma la realizzazione di /q/ come [ɡ] si mantiene (normalmente realizzato in arabo egiziano come [ʔ]).
L'arabo ṣaʿīdī è frammentato in vari sottodialetti e varia molto da una città all'altra. A causa dello stile di vita tribale dell'Alto Egitto (e anche a causa dei collegamenti che alcune tribù dell'Alto Egitto hanno avuto con la lingua araba formale e la sua corretta pronuncia), l'arabo classico si può notare in molti sottodialetti. Ad esempio, la parola قعمز,  "sedersi", viene usata in tutto l'Egitto, in Sudan e nel Maghreb, e continua a essere diffusamente utilizzata nell'Alto Egitto. Inoltre (oltre alle pronuncia simile di alcune lettere in città ḥeǧāzī come Gedda e La Mecca), parole come لسع, "fermo" e قمرية, "piccione selvatico" sono diffuse nell'Alto Egitto. Un altro esempio di parola dell'arabo classico è فروج, "pollo", diverso da فرخة, utilizzato nel nord del Paese.
Gli immigranti ṣaʿīdī di seconda e di terza generazione sono monolingui in arabo egiziano ma mantengono legami culturali e famigliari con il Sud.
Il poeta egiziano ʿAbdel Raḥmān el-ʾAbnūdī scrisse nel suo dialetto nativo ṣaʿīdī e fu la voce della Rivoluzione egiziana, nonché importante nazionalista egiziano.

## Fonologia

### Consonanti
L'arabo ṣaʿīdī ha le seguenti consonanti:
|               |               | Bilabiali | Dentali | Alveolari | Palatali | Velari | Uvulari | Faringali | Laringali |
| ------------- | ------------- | --------- | ------- | --------- | -------- | ------ | ------- | --------- | --------- |
| Nasali        | Nasali        | m         | n       |           |          |        |         |           |           |
| Occlusive     | Sorde         |           | t       |           |          | k      |         |           | ʔ         |
| Occlusive     | Sonore        | b         | d       |           |          | ɡ      |         |           |           |
| Fricative     | Sorde         | f         |         | s         | ʃ        |        | χ       | ħ         | h         |
| Fricative     | Sonore        |           |         | z         |          |        | ʁ       | ʕ         |           |
| Affricate     | Sorde         |           |         |           | t͡ʃ       |        |         |           |           |
| Affricate     | Sonore        |           |         |           | d͡ʒ*      |        |         |           |           |
| Vibranti      | Vibranti      |           |         | r         |          |        |         |           |           |
| Approssimanti | Approssimanti | w         | l       |           | j        |        |         |           |           |

- */d͡ʒ/ può anche essere realizzato come /ʒ/ o /d/, quando confluisce in /d/.

### Vocali
|        | Anteriori | Centrali | Posteriori |
| ------ | --------- | -------- | ---------- |
| Chiuse | i(ː)      |          | u(ː)       |
| Medie  | eː        |          | oː         |
| Aperte |           | ä        |            |